# Jacopone (album)
Jacopone è un album del cantante italiano Gianni Morandi e dell'attrice Paola Pitagora, pubblicato dall'etichetta discografica RCA Italiana nel 1973.

## Descrizione
Negli anni settanta Gianni Morandi attraversa un periodo di crisi professionale, dovuto al cambiamento dei tempi e dei gusti musicali del pubblico, e all'offerta musicale italiana composta da cantautori impegnati e canzoni politiche, molto lontani dagli intenti commerciali e disimpegnati del cantante. Non mancarono però i tentativi di Morandi di adeguarsi al cambiamento, prendendo parte nel 1973 all'opera musicale Jacopone, rivisitazione in chiave moderna e provocatoria della figura del beato Jacopone da Todi, il francescano laico che si oppose a Papa Bonifacio VIII (passato alla storia per lo schiaffo di Anagni), considerato uno dei più importanti poeti ed autori di laudi religiose italiane del Medioevo. L'opera in due tempi è stata scritta da Antonio Lattanzi, Gianni Lo Scalzo e Ruggero Miti.
La co-protagonista del musical Jacopone è stata Paola Pitagora (Vanna), le musiche realizzate da Ruggero Cini, Dario Farina, Mauro Lusini e Adriano Monteduro, mentre i testi portano la firma di Franco Migliacci.
Jacopone raccoglie 13 brani, con gli interventi vocali di Emilio Bonucci e Graziano Giusti, oltre a quelli dei due protagonisti.
I brani eseguiti da Morandi in qualità di solista sono: Pietà colomba mia, L'abbandono, Prendi Me e Vidi che un cavallo, questi ultimi due proposti anche in un singolo a 45 giri. In coppia con Paola Pitagora, Morandi ha registrato le canzoni Miserere mei e Così fu e sempre sarà, mentre l'attrice ha eseguito come solista Soul-strip e Quel lungo filo, anche quest'ultimo pubblicato a 45 giri. 
Completano l'album le tracce Babilonia, Jacopone, Christian circus (strumentale) e Bonifax, eseguite dal coro della RCA.
Tra i musicisti che hanno partecipato alla registrazione vi furono i Festa Mobile, gruppo composto dai fratelli Giovanni e Francesco Boccuzzi (tastiere e basso), Renato Baldassarri, Alessio Alba (chitarre) e Maurizio Cobianchi (batteria), i fondatori del futuro gruppo musicale Baricentro. Nei crediti riportati sul disco sono citati semplicemente come autori della base ritmica. Per quanto riguarda l'esecuzione musicale dal vivo, durante le rappresentazioni teatrali, il compito fu affidato al gruppo dei Libra, ricompostosi per l'occasione, dopo un primo scioglimento, con Federico D'Andrea, Claudio Barbera (basso), Alessandro Centofanti (tastiere), Nicola Di Staso (chitarra) e David Walter (batteria).
Alla fine del 1973, tratti dal 33 giri, uscirono due singoli, Vidi che un cavallo/Prendi me, ed il successivo Quel lungo filo/Così fu e sempre sarà.

## Edizioni
L'album è stato pubblicato nel 1973 dalla RCA Italiana con numero di catalogo DPSL 10608 in LP e musicassetta. Nel 2000 l'album viene stampato per la prima volta in CD, sempre dalla RCA, con numero di catalogo 74321737702.

## Tracce
Lato A
1. Babilonia (prima parte) Emilio Bonucci e la Compagnia di Jacopone
2. pietà colomba mia Morandi
3. Jacopone  Morandi, Pitagora
4. Quel lungo filo Pitagora
5. Miserere mei  Morandi, Pitagora
6. Prendi me  Morandi
7. Christian Circus Orchestra Ruggero Cini

Lato B
1. Babilonia (seconda parte)  Dario Farina, Luisella Mantovani e la Compagnia di Jacopone
2. Soul-streap Pitagora
3. Vidi che un cavallo'  Morandi
4. Bonifax  Graziano Giusti
5. L'abbandono  Morandi
6. Così fu e sempre sarà  Pitagora, Morandi